# Bernardo I da Saxónia
Bernardo I da Saxónia (c. 950 - 9 de fevereiro de 1011) foi duque da Saxónia entre e 973 e 1011 e o segundo da dinastia de Bilunga. Era filho do duque Hermano I da Saxónia e de esposa deste Oda. Ele estendeu o poder de seu pai consideravelmente.
Bernardo I entrou em vários conflitos armadas, nomeadamente nas lutas contra os dinamarqueses, com quem entrou em conflito em 974, 983, e 994 durante as invasões. Deu também o seu apoio relativamente à sucessão de Otão III, Sacro Imperador Romano-Germânico sobre Henrique II da Baviera "o Briguento".
Em 986, foi feito marechal e em 991 e 995 juntou-se ao jovem Otão III, Sacro Imperador Romano-Germânico em campanha contra os eslavos.
Ele aumentou o seu poder relativamente à coroa, acontecimento que estaria relacionado com o facto de seu pai ter sido o representante do rei para os territórios que dominavam, e de o próprio Bernardo ter continuado a ser real. Viria a falecer em 1011, tendo sido sepultado na Abadia de São Miguel em Luneburgo.

## Relações familiares
Foi filho de Hermano I da Saxónia (c. 900 ou 912 - 27 de março de 973) e de esposa deste, Oda da Saxónia (? - 15 de março de 973).
Casou com Hildegarda de Stade (? - 1011), filha de Henrique I de Stade "o Calvo" (c. 935 - 11 de outubro de 976), conde de Stade e de Judith Konradiner, de quem teve:
1. Bernardo II da Saxónia (995 - 29 de junho de 1059),[3] casado com Eilica de Schweinfurt (c. 995 -?), filha de Henrique de Schweinfurt (c. 970 - 18 de Setembro de 1017),[4] conde de Stade e de Gerberga de Heneberga (968 - 1017);
2. Hermano da Saxónia, morreu jovem;
3. Tietmar da Saxónia, morreu durante um duelo em 1 de abril de 1048 em Pöhlde;
4. Gedesdiu da Saxónia (? - 30 de junho de 1040), abadessa de Metelen, em 993) e de Herford em 1002;
5. Matilde da Saxónia, freira;
6. Otelindis da Saxónia (? - 9 de março de 1044), casada com Teodorico III da Holanda  (993 - 27 de maio de 1039).